# Пілюгін Микола Олексійович
Мико́ла Олексі́йович Пілю́гін (рос. Николай Алексеевич Пилюгин; 18 травня 1908 — 2 серпня 1982) — російський радянський науковець, конструктор, спеціаліст в галузі систем автономного управління ракетними і ракетно-космічними комплексами.
Академік АН СРСР (1966), двічі Герой Соціалістичної Праці (1956, 1961).
Обирався депутатом Верховної Ради СРСР 7 — 10 скликань.

## Нагороди
Указом Президії Верховної Ради СРСР двічі, у 1956 та 1961 роках, удостоєний звання Героя Соціалістичної Праці.
Нагороджений п'ятьма орденами Леніна (1956, 1958, 1968, 1975, 1978), орденом Жовтневої Революції (1971) і медалями.
Лавреат Ленінської (1957) та Державної (1967) премій.
Нагороджений золотою медаллю імені С. П. Корольова (1976).

## Вшанування пам'яті
Ім'ям Миколи Пілюгіна названо:
- Вулиці в Москві і Томську.
- Науково-виробничний центр автоматики та приладобудування імені академіка М. О. Пілюгіна (м. Москва).
- Науково-дослідницьке судно «Академік Микола Пілюгін» (з 1996 року використовується, як круїзний лайнер).

У 1998 році на ЛМД викарбувана ювілейна медаль з нагоди 90-річчя від дня народження М. О. Пілюгіна.
У травні 2008 року в Москві, неподалік НПЦАП, відкрито пам'ятник Миколі Пілюгіну.
У м. Байконур (Казахстан) встановлено погруддя.